# Carcharhinus tilstoni
Carcharhinus tilstoni  (лат.) — один из видов рода серых акул, семейство Carcharhinidae. Это эндемичный вид северной и восточной Австралии. Предпочитает верхний и средний слой водной толщи. Эту акулу можно найти встретить от приливной зоны до глубины 50 м. Внешне она практически не отличается от чернопёрой акулы (Сarcharhinus limbatus), от которой её можно достоверно отличить только по меньшему количеству позвонков и генетическим маркёрам. Средний размер 1,5—1,8 м. У этой акулы довольно плотное тело с длинной мордой, окрас бронзового цвета, плавники имеют чёрную маркировку.
Рацион Carcharhinus tilstoni состоит в основном из костистых рыб. Эти акулы образуют большие стаи, состоящие из особей одного размера и пола, которые имеют тенденцию оставаться на одном месте. Это живородящий вид акул. Ежегодный репродуктивный цикл имеет ярко выраженный сезонный характер. Спаривание происходит в феврале и марте. В помёте 1—6 акулят, которые появляются на свет в январе следующего года. Беременность длится 10 месяцев. Этих акул часто добывают промышленным способом. Вид в основном ценится за мясо, которое продается в виде хлопьев. В настоящее время промысел не угрожает численности этой акулы. Международный союз охраны природы (МСОП) оценил статус сохранности вида, как «Вызывающий наименьшие опасения» (LC).

## Таксономия и филогенез
Вид Carcharhinus tilstoni был описан австралийским ихтиологом Гилбертом Перси Уитли в 1950 году в одном из номеров научного журнала «Western Australian Naturalist». Он дал виду название Galeolamna pleurotaenia tilstoni в честь Ричарда Тилстона, ассистента хирурга в Порт Эссингтоне в Северной Территории. Описанный образец представлял собой самку длиной 1,5 м, пойманную на рифе Ван Клун в заливе Жозеф Бонапарт. Позднее учёные признали название Galeolamna синонимом рода Carcharhinus.
После первоначального описания Уитли Carcharhinus tilstoni в целом рассматривался как синоним чернопёрой акулы (Carcharhinus limbatus). В 1980 году на основании дополнительных морфологических исследований и новых данных о жизни Carcharhinus tilstoni был признан отдельным видом, что в конечном счете было подтверждено анализом ДНК. Было обнаружено, что Carcharhinus tilstoni и чернопёрые акулы образуют кладу, тесно связанную с Carcharhinus amblyrhynchoides и равнозубой акулой (Carcharhinus leiodon). Характер взаимосвязей между ними полностью не выяснен, но имеющиеся данные позволяют предположить, что Carcharhinus tilstoni и Carcharhinus limbatus — не самые тесносвязанные виды в кладе, несмотря на их сходство.

## Описание

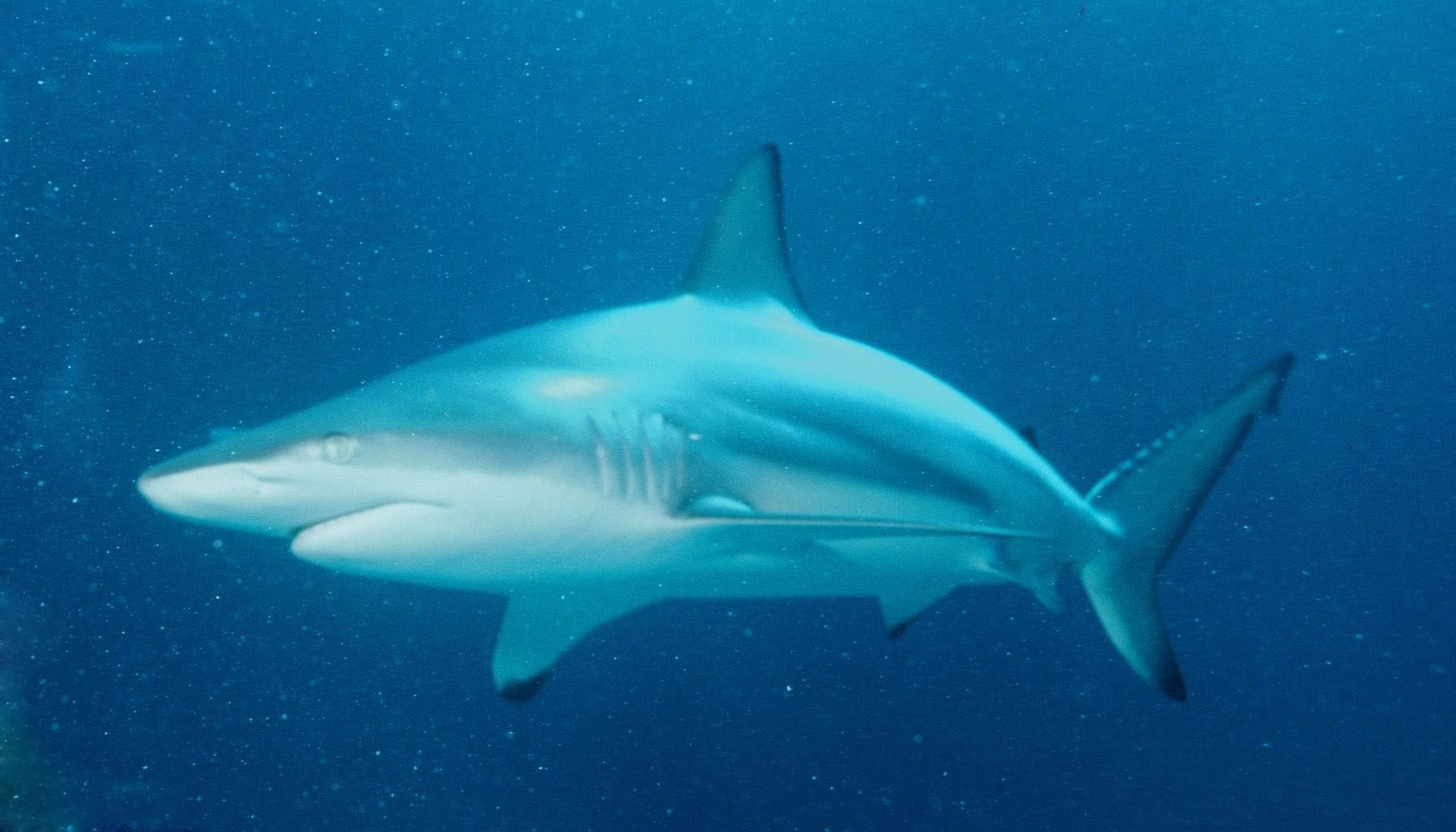
Чернопёрая акула (на фото) внешне очень похожа на Carcharhinus tilstoni.

Внешне отличить Carcharhinus tilstoni от чернопёрой акулы можно только по числу позвонков (у Carcharhinus tilstoni всего 174—182 позвонков и 84—91 в туловищном отделе позвоночника, а у Carcharhinus limbatus 182—203 и 94—102, соответственно). У этой акулы крепкое, веретенообразное тело и длинный острый нос. Внешние края ноздрей образуют небольшую треугольную складку. Большие, круглые глаза оснащены мигательной мембраной. По углам рта пролегают едва заметные борозды. Во рту 32—35 верхних и 29—31 нижних зубных рядов. Верхние зубы оканчиваются тонким прямым остриём, края покрыты мелкими зазубринами, которые становятся грубее у основания, в то время как нижние зубы более узкие, их края покрыты мелкими зазубринам. У Carcharhinus tilstoni пять пар длинных жаберных щелей.
Длинные и узкие грудные плавники имеют серповидную форму с острыми концами. Большой первый спинной плавник также в виде серпа, его основание лежит слегка позади каудальных концов грудных плавников. Второй спинной плавник средней высоты, расположен напротив анального плавника. Гребень между первым и вторым спинными плавниками отсутствует. На хвостовом стебле у основания верхней лопасти хвостового плавника имеется выемка в виде полумесяца. Хвостовой плавник асимметричный, с развитой нижней лопастью и высокой верхней лопастью; на верхней лопасти недалеко от кончика имеется вентральная выемка. Плакоидные чешуйки имеют форму ромба, расположены тесно и слегка перекрывают друг друга, на каждой чешуйке имеется 5—7 горизонтальных гребней (3 у неполовозрелых особей), оканчивающихся зубцами. Окрас бронзовый (серый после смерти), брюхо беловатое, по бокам проходит бледная полоса. У некоторых особей имеется чёрная маркировка всех плавников, а у других только на брюшных и анальном плавнике. Средний размер Carcharhinus tilstoni 1,5—1,8 м, максимальные зафиксированные длина и масса составляют 2,0 м и 52 кг, соответственно.

## Ареал
Обитатели континентального шельфа, акулы вида Carcharhinus tilstoni встречаются от острова Thevenard в Западной Австралии до Сиднея Новом Южном Уэльсе.Они делят ареал с чернопёрыми акулами. Ранее считалось, что соотношение численности между Carcharhinus limbatus и Carcharhinus tilstoni составляет 1:300, однако последние генетические исследования показали, что этот показатель ближе к 50:50. Этот вид обитает от приливной зоны до глубины 150 м, крупные акулы предпочитают держаться более глубоких водах. Хотя Carcharhinus tilstoni занимает всю толщу воды, они наиболее распространены ближе к поверхности или на средней глубине. Генетические данные говорят о том, что Carcharhinus tilstoni в северной Австралии являются членами одной популяции. Исследования путём мечения акул показали, что они перемещаются лишь на короткие расстояния вдоль береговой линии и редко выходят в открытый океан. Тем не менее, некоторые особи были зарегистрированы на большим расстоянии от берега, вплоть до 1348 км
Акулы вида Carcharhinus tilstoni образуют большие группы, делящиеся по размеру и полу. Они охотятся в основном на костистых рыб, в том числе ворчунов, тунцов и сельдей. Головоногие моллюски являются вторичным источником питания, которые особенно важен в апреле месяце. Этот вид иногда охотится на мелких акул, в том числе Hemipristis Pristis, Carcharhinus sorrah и Rhizoprionodon. Рацион с возрастом меняется: мелкие особи питаются в основном донными рыбами, в то время как большие акулы охотятся в толще воды на крупную добычу и на головоногих моллюсков.
Подобно прочим представителям рода серых акул, Carcharhinus tilstoni являются живородящими; развивающиеся эмбрионы получают питание посредством плацентарной связи с матерью, образованной опустевшим желточным мешком. В помёте от одного до шести акулят (в среднем три). Самки приносят потомство каждый год. Спаривание происходит в феврале-марте, самки сохраняют сперму до овуляции, которая происходит в марте и апреле. Беременность длится 10 месяцев. Новорожденные появляются на свет примерно в январе следующего года. На короткое время самки приплывают на мелководье, в прибрежные природные питомники, такие как Cleveland Bay в северной части штата Квинсленд. Такие питомники разбросаны широко по всему ареалу вида. Размер новорожденных составляет 60 см. В первый год они быстро растут, прибавляя среднем 17 см. В дальнейшем темпы роста замедляются и составляют в среднем 8—10 см в год до 5-летнего возраста. Представители обоих полов достигают половой зрелости в 3—5 лет, при длине примерно 1,1 и 1,2 м для самцов и самок, соответственно. Максимальная продолжительность жизни оценивается в 20 лет.

## Взаимодействие с человеком
Наряду с чернопёрыми акулами, Carcharhinus tilstoni является одним из наиболее экономически важных видов акул северной Австралии. Тайваньские рыболовы исторически добывали этих акул ради её мяса и плавников с помощью жаберных сетей, которые начали использовать в северной Австралии в 1974 году. Сначала годовой улов достигал 25000 тонн (в живом весе), при этом он на 70 % состоял из Carcharhinus tilstoni, Carcharhinus sorrah и австралийских тунцов (Thunnus tonggol). После создания австралийской рыболовной зоны (AFZ) в ноябре 1979 года австралийское правительство постепенно ввело запрет на использование тайваньскими судами жаберных сетей в большей части австралийских вод и ввело квоты на вылов рыбы. В мае 1986 года в Австралии было введено ограничение на использование жаберных сетей длиной свыше 2,5 км, и промысел стал экономически невыгоден. В том же году тайваньские суда прекратили промысел в австралийских водах. К тому времени численность Carcharhinus tilstoni уменьшилась примерно на 50 %. Учитывая относительно высокий уровень репродукции, можно надеяться на восстановление популяции.
С 1980 года Carcharhinus tilstoni стал объектом целевого промышленного рыболовства в Австралии с использованием жаберных сетей и ярусов. Кроме того, акулы этого вида добываются в качестве прилова промышленными рыболовными судами, ориентированными на промысел костных рыб и креветок. В настоящее время годовой улов акул в Австралии составляет от 100 до 900 тонн (в живом весе), большинство из которых являются Carcharhinus tilstoni и Carcharhinus sorrah. Мясо этого вида продается в Австралии в виде хлопьев, хотя оно может иметь повышенное содержание ртути. Плавики экспортируют в Азию, наряду с ними используют хрящи, жир и кожу. Международный союз охраны природы (МСОП) оценил статус сохранности этого вида как «Вызывающий наименьшие опасения». Тем не менее, популяция в Арафурском море подвергается потенциальной опасности со стороны индонезийских рыбаков.